# Kalonka (województwo mazowieckie)
Kalonka – wieś sołecka w Polsce położona w województwie mazowieckim, w powiecie garwolińskim, w gminie Pilawa.
W latach 1975–1998 miejscowość administracyjnie należała do województwa siedleckiego.
Najstarsze ślady osadnictwa na terenie obecnej wsi Kalonka pochodzą z epoki brązu (1700–650 p.n.e.) gdzie znajdowało się cmentarzysko. Wzmianki o istnieniu miejscowości Kalonka (Kalionka) odnotowano w lustracji Mazowsza przeprowadzonej w 1578 roku.
Wierni Kościoła rzymskokatolickiego należą do parafii NMP Królowej Polski w Gocławiu.